# Threshold Braking
Threshold Braking или Limited Braking е техника за спиране на моторно превозно средство, което не е оборудвано с ABS. Използва се от рали състезателите, но може да се ползва и от обикновените шофьори. Чрез тази техника автомобила се спира най-бързо използвайки спирачките. Тази техника се използва най-вече при автомобилите без ABS (ABS-която автоматично следи нивото на натиск на спирачките, и при намиране на блокирано колело, отпуска натиска). Threshold Braking се постига, когато водача на МПС контролира натиска върху педала на спирачката с цел – да максимизира спирачната сила на гумите.

## Модел на силите
Когато гумите се хлъзгат (кинетично триене), количеството триене свободно за спиране е значително по-малко, когато гумите не се хлъзгат (статично триене), затова се намалява натиска върху спирачките. Най-висока точка на триене се осъществява между крайните точки на статичното и динамичното триене, това е целта на Threshold braking техниката.

## Практическо приложение
Понеже присъстващото триене в даден момент зависи от много фактори като: материала на пътната настилка, температурата, типа на гумата и нейното износване, Threshold Braking е почти невъзможно за постигане в продължителност, по време на нормално каране. Ако автомобила не е оборудван с ABS следната техника може да бъде използвана за да се „постигне“ Threshold Braking:
1. Натиснете спирачката наполовина, сякаш спирате нормално
2. Леко увеличете натиска върху педала докато предните колела не блокират. На най-високата точка на сцепление предните гуми ще блокират първи по дизайн.
3. Отпуснете малко педала на спирачката, с толкова, че блокираните гуми да започнат да се въртят отвново, и да придобият сцепление.
4. Ако е нужно продължаване на спирането, натиснете педала на спирачката отново до толкова, че да блокират предните колела, тогава пак отпуснете педала, и т.н.

ABS извършва тези действия, десетки пъти в секунда, в бързи темпове. Човек може да постигне само един блокиращ-пускащ цикъл в секунда.
Техниката се използва, когато е нужно рязко намаляване на скоростта и избягване на обект.
|  | Тази страница частично или изцяло представлява превод на страницата Threshold braking в Уикипедия на английски. Оригиналният текст, както и този превод, са защитени от Лиценза „Криейтив Комънс – Признание – Споделяне на споделеното“, а за съдържание, създадено преди юни 2009 година – от Лиценза за свободна документация на ГНУ. Прегледайте историята на редакциите на оригиналната страница, както и на преводната страница, за да видите списъка на съавторите. ВАЖНО: Този шаблон се отнася единствено до авторските права върху съдържанието на статията. Добавянето му не отменя изискването да се посочват конкретни източници на твърденията, които да бъдат благонадеждни. |